# 弗拉基米尔大公
弗拉基米尔大公（Великий князь владимирский）是中世纪俄罗斯封建分裂时期弗拉基米尔公国统治者的称号。

## 历史
1155年，统治罗斯托夫-苏兹达尔的王公安德烈·博戈柳布斯基（著名的王公长手尤里之子）将自己的政治中心设在弗拉基米尔，使该城第一次成为一个公国的首都。在安德烈·博戈柳布斯基于1169年攻陷基辅之后，弗拉基米尔公国作为罗斯最强的公国之一的地位得以确立，而弗拉基米尔王公也逐渐取代基辅大公成为各罗斯王公之长的称号。
在蒙古统治时期，弗拉基米尔大公真正变成了罗斯各王公之领袖的头衔。大公由金帐汗国的汗册封，并不由某一家族世袭，获得大公头衔的王公有权将弗拉基米尔并入自己的领地。作为牵制俄罗斯各公国力量的重要手段，金帐汗倾向于将忠于自己的王公封为弗拉基米尔大公。罗斯的王公们围绕大公头衔展开了激烈的争夺。当莫斯科大公最后排除一切竞争者并有能力向金帐汗本人挑战之后，弗拉基米尔并入了莫斯科公国。

## 历任大公

### 罗斯托夫-苏兹达尔王公
- 尤里·多尔戈鲁基 1113年 - 1157年

### 弗拉基米尔-苏兹达尔王公
- 安德烈·博戈柳布斯基 1157年 - 1174年
- 米哈伊尔·尤里耶维奇 1174年 - 1175年
- 亚罗波尔克·罗斯季斯拉维奇 1175年 - 1176年
- 米哈伊尔·尤里耶维奇 1176年 - 1177年

### 弗拉基米尔大公
- 弗谢沃洛德·尤里耶维奇 1176年 - 1212年
- 尤里·弗谢沃洛多维奇 1212年 - 1216年
- 康斯坦丁·弗谢沃洛多维奇 1216年 - 1218年
- 尤里·弗谢沃洛多维奇 1218年 - 1239年
- 雅罗斯拉夫·弗谢沃洛多维奇 1238年 - 1246年
- 斯维亚托斯拉夫·弗谢沃洛多维奇 1246年 - 1248年
- 米哈伊尔·雅罗斯拉维奇·霍罗布里特 1248年 - 1248年
- 安德烈·雅罗斯拉维奇 1248年 - 1252年
- 亚历山大·涅夫斯基 1252年 - 1263年
- 雅罗斯拉夫·雅罗斯拉维奇 1263年 - 1272年
- 瓦西里·雅罗斯拉维奇 1272年 - 1276年
- 德米特里·亚历山德罗维奇 1276年 - 1281年
- 安德烈·亚历山德罗维奇 1281年 - 1283年
- 德米特里·亚历山德罗维奇 1283年 - 1284年
- 安德烈·亚历山德罗维奇 1284年 - 1286年
- 德米特里·亚历山德罗维奇 1286年 - 1291年
- 安德烈·亚历山德罗维奇 1291年 - 1304年
- 米哈伊尔·雅罗斯拉维奇 1304年 - 1317年或1318年
- 尤里·丹尼洛维奇 1317年 - 1322年
- 德米特里·米哈伊洛维奇 1322年 - 1326年
- 亚历山大·米哈伊洛维奇 1326年 - 1327年
- 亚历山大·瓦西里耶维奇·苏兹达尔斯基 1328年 - 1331年
- 伊凡一世 1332年 - 1340年
- 谢苗·伊万诺维奇 1341年 - 1353年
- 伊凡二世 1353年 - 1359年
- 德米特里·康斯坦丁诺维奇 1359年 - 1363年
- 德米特里·顿斯科伊 1363年 - 1370年
- 米哈伊尔·亚历山德罗维奇 1370年 - 1371年
- 德米特里·顿斯科伊 1371年 - 1375年
- 米哈伊尔·亚历山德罗维奇 1375年 - 1375年
- 德米特里·顿斯科伊 1375年 - 1389年
  - 德米特里·顿斯科伊立遗嘱规定大公爵位由莫斯科大公世袭